# Herman Gotthardt
Herman Albert Gotthardt, född 1 oktober 1873 i Nykøbing Falster, död 19 april 1949, var en dansk-svensk partihandlare och konstsamlare.
Gotthardt genomgick köpmannautbildning i Danmark 1888–1892, i Tyskland 1892–1895 och i Sverige 1895–1908. Han företog affärsresor i Skandinavien 1898–1905, grundade egen partiaffär i Malmö 1905 och var, efter att denna ombildats till aktiebolag 1916, dess verkställande direktör.
Gotthardt byggde från början av 1900-talet upp en stor samling konstverk i sin Villa Bost i Limhamn. Samlingen rymde främst samtida skandinaviska mästares arbeten som Jens Ferdinand Willumsen, Inge Schiöler, Kai Nielsen, Edvard Munch, Isaac Grünewald, Einar Jolin, Johan Johannsson och Svante Bergh. Efter hans död donerades samlingen till Malmö Konstmuseum.
Herman Gotthardt är begravd på Limhamns kyrkogård i Malmö.